# Ackerlspitze
Con 2.329 metros sobre el nivel del mar, el Ackerlspitze es el segundo pico más alto de la cordillera de los Kaisergebirge, en el este del estado austriaco de Tirol. La montaña se encuentra en la parte oriental de la cordillera, también llamada Ostkaiser o Kaiser Oriental. Al este está flanqueado por el Maukspitze (2.231 m), al norte envía una cresta al Lärcheck (2.123 m). Al suroeste, una prominente arista rocosa se dirige hacia el Regalmspitze (2.253 m) y hacia el Kleines Törl. Hacia el sur, el Ackerlspitze desciende de forma pronunciada, con paredes rocosas verticales en algunos puntos, hacia el valle del Leukental. Hacia el noroeste, cae con la misma inclinación en el circo de Griesner (Griesner Kar) y hacia el noreste en el circo de Mauk (Maukkar). En los días buenos, desde la cima del Ackerlspitze se disfruta de una atractiva y amplia vista sobre los grupos montañosos vecinos y hasta el lago Chiemsee en Baviera, así como el Großvenediger.

## Primera subida
La primera ascensión turística la lograron el 1 de octubre de 1826 Karl Thurwieser y J. Carl, dirigidos por Stephan Unterrainer.

## Puntos de partida y recorridos
- Por el Sur

El punto de partida para la ascensión clásica del Ackerlspitze es el refugio Ackerl (con alojamiento) a 1.460 metros. Desde aquí, un sendero estrecho y muy expuesto se dirige hacia el norte hasta el Niedersessel Cirque (Niedersesselkar) (a menudo hay un antiguo campo de hielo empinado y peligroso hasta mediados de julio). Desde allí, la ruta asciende por una superficie de roca de 25 metros, en parte equipada con peldaños de hierro, a través del Hochsessel y continúa por la escarpa orientada al este para alcanzar la cumbre en 3 horas en total. Según la bibliografía, se trata de una excursión fácil de grado I, pero expuesta, con riesgo de caída de rocas, que requiere condiciones secas, seguridad en los pies, ausencia de miedo a las alturas y experiencia alpina. La base del valle para esta ruta es Going.
- Por el Norte

Una ruta menos frecuentada, que merece la pena y es menos exigente que la del Sur. El punto de partida es el Griesner Alm en el valle del Kaiserbach, desde donde el sendero serpentea hacia arriba hasta llegar al refugio Fritz Pflaum (1.865 m, con servicio de alojamiento). Desde allí se tarda otras 2 horas en llegar a la cima por la ladera norte del Ackerlspitze. Esta ruta es bastante más fácil, no está tan expuesta ni se corre peligro de caída de rocas en comparación con la opción sur, pero no suele ser utilizable hasta julio debido a los campos de nieve vieja.
- Paso de Maukspitze

Los que han hecho cumbre en el Ackerlspitze, en su mayoría, atraviesan el vecino Maukspitze, que representa un descenso más fácil que la pared de 20 metros y el barranco del Niedersessel Cirque. Desde la cresta de Hochsattel hay una ruta señalizada, pero bastante expuesta, sin instalaciones de seguridad y con una pendiente considerable. Para bajar desde el Maukspitze, lo más práctico es tomar la rampa relativamente directa orientada al suroeste hasta el Niedersessel y volver al refugio Ackerl.

## Galería

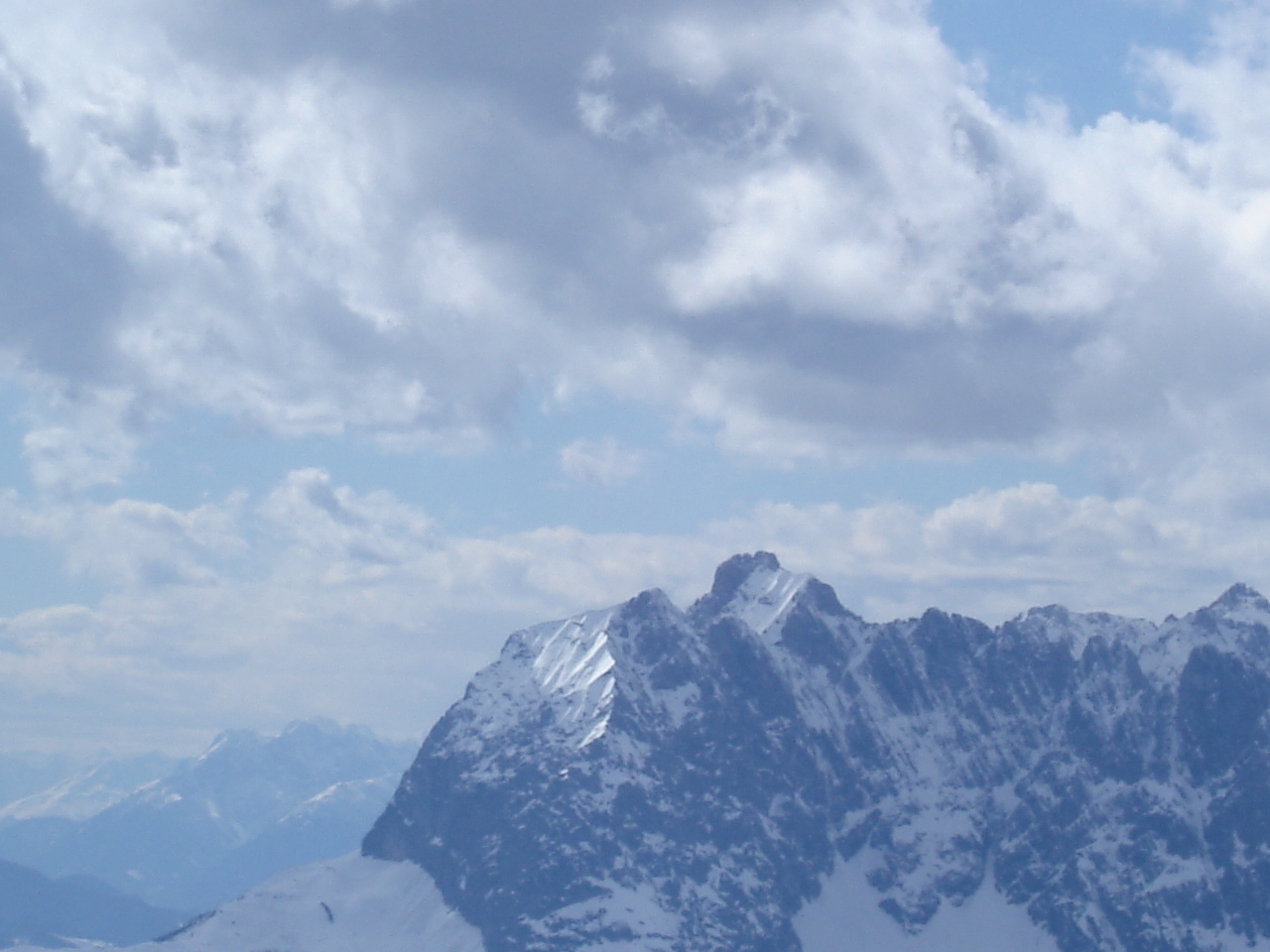
(de izquierda a derecha) Maukspitze, Ackerlspitze, Lärcheck
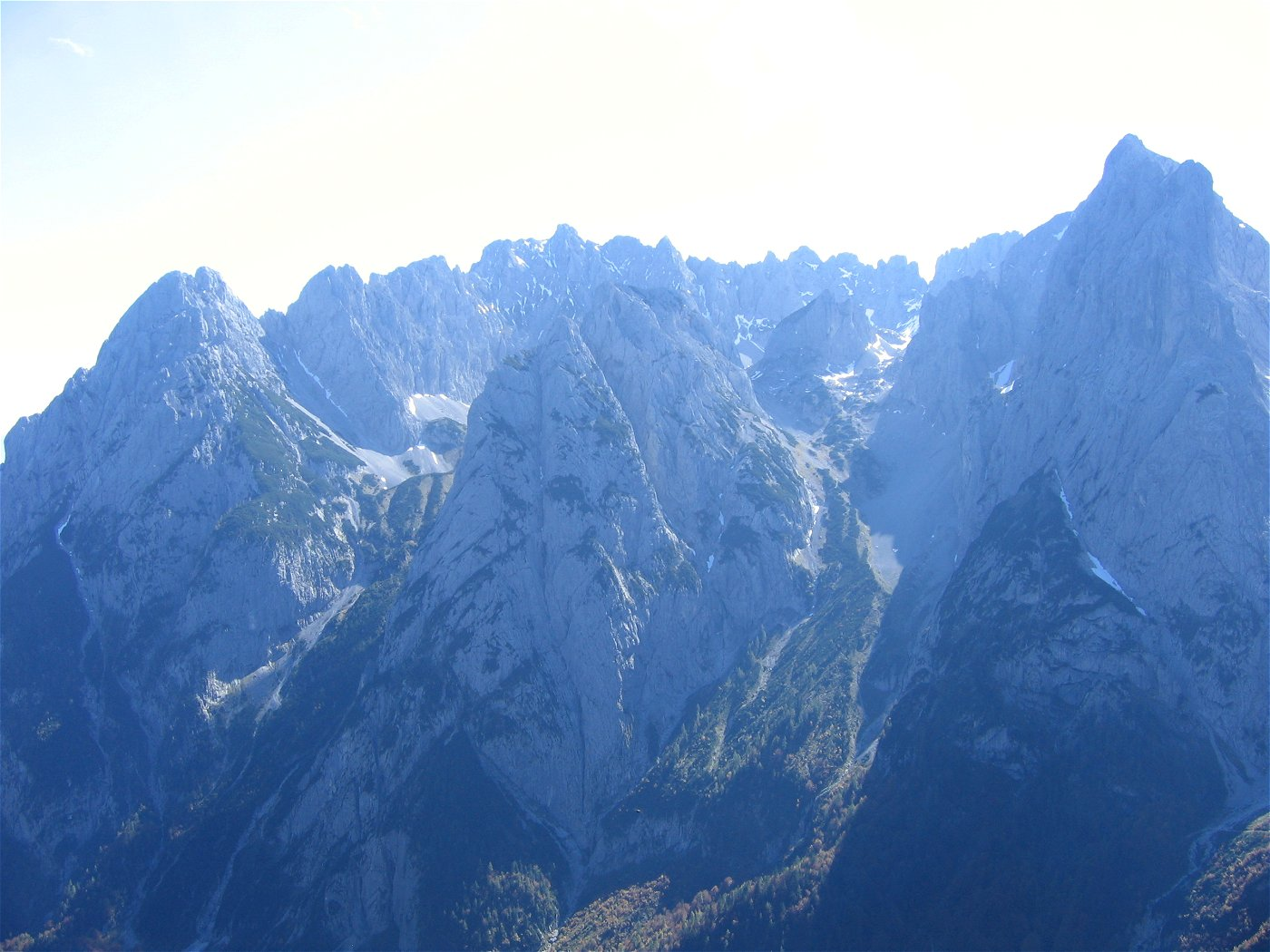
Lärcheck (izquierda), Mitterkaiser (delante), Ackerlspitze (detrás), Predigtstuhl (derecha)